# Francie na Letních olympijských hrách 1936
Francii na Letních olympijských hrách v roce 1936 v německém Berlíně reprezentovala výprava 201 sportovců (190 mužů a 11 žen) v 18 sportech.

## Medailisté
| Medaile | Jméno                                                                                      | Sport             | Soutěž                              |
| ------- | ------------------------------------------------------------------------------------------ | ----------------- | ----------------------------------- |
| Zlato   | Jean Despeaux                                                                              | Box               | Muži váha střední do 72,6 kg        |
| Zlato   | Roger Michelot                                                                             | Box               | Muži váha polotěžká do 79,4 kg      |
| Zlato   | Robert Charpentier Jean Goujon Guy Lapébie Roger-Jean Le Nizerhy                           | Cyklistika        | Družstvo mužů 4 000 m stíhací závod |
| Zlato   | Robert Charpentier                                                                         | Cyklistika        | Muži silniční závod jednotlivců     |
| Zlato   | Robert Charpentier Robert Dorgebray Guy Lapébie                                            | Cyklistika        | Družstvo mužů – hromadný start      |
| Zlato   | Louis Hostin                                                                               | Vzpírání          | Muži lehkotěžká váha do 82,5 kg     |
| Zlato   | Emile Poilvé                                                                               | Zápas             | muži, volný styl do 79 kg           |
| Stříbro | Henri Eberhardt                                                                            | Kanoistika        | Muži F1 10 000 m                    |
| Stříbro | Pierre Georget                                                                             | Cyklistika        | Muži 1000 m s pevným startem        |
| Stříbro | Guy Lapébie                                                                                | Cyklistika        | Muži silniční závod jednotlivců     |
| Stříbro | Gérard de Ballorre Daniel Gillois André Jousseaume                                         | Jezdectví         | Drezura – družstva                  |
| Stříbro | Édward Gardère                                                                             | Šerm              | Muži fleret                         |
| Stříbro | René Bondoux René Bougnol Jaques Coutrot André Gardère Édward Gardère René Lemoine         | Šerm              | Družstvo mužů fleret                |
| Bronz   | Louis Chaillot                                                                             | Cyklistika        | Muži 1 000 m sprint                 |
| Bronz   | Pierre Georget Georges Maton                                                               | Cyklistika        | Muži 2 000 m tandem                 |
| Bronz   | Georges Buchard Philippe Cattiau Henri Dulieux Michel Pécheux Bernard Schmetz Paul Wormser | Šerm              | Družstvo mužů kord                  |
| Bronz   | Marceau Fourcade Georges Tapie Noël Vandemotte                                             | Veslování         | Muži dvojka s kormidelníkem         |
| Bronz   | Marcel Chauvigné Marcel Cosmat Fernand Vandemotte Marcel Vandemotte Noël Vandemotte        | Veslování         | Muži čtyřka s kormidelníkem         |
| Bronz   | Charles de Jammonières                                                                     | Sportovní střelba | Muži 50 metrů libovolná pistole     |